# Ocelus
Ocelus ist der Name eines keltischen Gottes, der nach der Interpretatio Romana mit Mars gleichgesetzt wurde.

## Fundorte
Der Name Ocelus ist auf drei Weiheinschriften, eine aus Carlisle und zwei aus Caerwent in Südwales zu finden.
Eine der Inschriften aus Caerwent (römisch Venta Silurum) befindet sich am Sockel des Überrestes einer Statue, der nur mehr je ein Paar Menschen- und Gänsefüße zeigt, hier wird Ocelus zusätzlich mit den Göttern Lenus und Vellaunus in Verbindung gebracht (die Inschrift ist auf 152 n. Chr. datiert):
[DEO] MARTI LENO [S]IVE OCELO VELLAUN(O) ET NVM AVG M NONIVS ROMANVS OB IMMVNITATEM COLLEGNI / D D S / GLABRIONE ET H[OM]VLO COS D X K SEPT[1]
(„Dem Gott Mars Lenus auch Ocelus Vellaunus und dem kaiserlichen numen, M. Nonius Romanus, dazu privilegiert vom Kolleg, dediziert sein Gelübde unter Benützung seines eigenen Vermögens, während des Konsulates von Glabrio und Homulo zehn Tage vor den Kalenden des Septembers“)
Die zweite ist auf einem Altar für den Gott Mars Ocelus zu lesen:
DEO MARTI OCELO AEL AGUSTINUS OP V S L M
(„Dem Gott Mars Ocelus dediziert Ael(ius) Agustinus Op(tio) sein Gelübde“)